# Bjørn Wirkola
Bjørn Tore Wirkola , norveški smučarski skakalec, nordijski kombinatorec in nogometaš, * 4. avgust 1943, Alta, Norveška.
Wirkola je v svoji karieri nastopil na treh Zimskih olimpijskih igrah, v letih 1964, ko je osvojil šestnajsto mesto na veliki skakalnici in enajsto mesto na posamični tekmi v nordijski kombinaciji, 1968, ko je bil četrti na srednji skakalnici in triindvajseti na veliki, ter 1972, ko je bil sedemintrideseti na veliki skakalnici. Največji uspeh kariere je dosegel na Svetovnem prvenstvu 1966 v Oslu, kjer je postal dvakratni svetovni prvak na srednji in veliki skakalnici. Je tudi edini skakalec, ki je trikrat zapored osvojil Novoletno turnejo, v sezonah 1966/67, 1967/68 in 1968/69. Štirikrat je postavil nov svetovni rekord v smučarskih skokih, leta 1966 na skakalnici Vikersundbakken s 145 in 146 metri, drugi rekord je veljal eno leto, leta 1969 pa na Letalnici bratov Gorišek s 156 in 160 metri, rekord pa je bil še pred koncem tekme izboljšan.
Leta 1971 je začel aktivno igrati nogomet. Z Rosenborgom je igral v norveški nogometni ligi med letoma 1971 in 1974, leta 1971 je s klubom osvojil tako ligaški kot tudi pokalni naslov prvaka.